# جشنواره فیلم کن ۱۹۴۷
دومین دوره جشنواره فیلم کن (انگلیسی:1947 Cannes Film Festival) در ۱۲-۲۵ سپتامبر ۱۹۴۷ برگزار شد.

## برندگان
بهترین فیلم کمدی موزیکال
- حماقت زیگفلد

بهترین طراحی انیمیشن
- دامبو

بهترین فیلم اجتماعی
- در خط آتش

بهترین فیلم جنایی
- لعنت